# Фретероде
Фретероде (њем. Fretterode) општина је у њемачкој савезној држави Тирингија. Једно је од 89 општинских средишта округа Ајхсфелд. Према процјени из 2010. у општини је живјело 179 становника. Посједује регионалну шифру (AGS) 16061033.

## Географски и демографски подаци
Фретероде се налази у савезној држави Тирингија у округу Ајхсфелд. Општина се налази на надморској висини од 285 метара. Површина општине износи 5,9 km². У самом мјесту је, према процјени из 2010. године, живјело 179 становника. Просјечна густина становништва износи 30 становника/km².